# Catedral del Santo Nombre de Jesús (Fianarantsoa)
La Catedral del Santo Nombre de Jesús (en malgache: Katedraly ny Anarana Masin'i Jesoa; en francés: Cathédrale du Saint-Nom-de-Jésus de Fianarantsoa) es el nombre que recibe un edificio religioso que funciona como una catedral de la Iglesia católica y está ubicado en la localidad de Fianarantsoa, un pueblo en las tierras altas del país africano e insular de Madagascar. 
Está situada específicamente en la Rue du Rova (Calle Rova), en el casco antiguo, y es la sede de la arquidiócesis de Fianarantsoa (en latín: Archidioecesis Fianarantsoaensis).

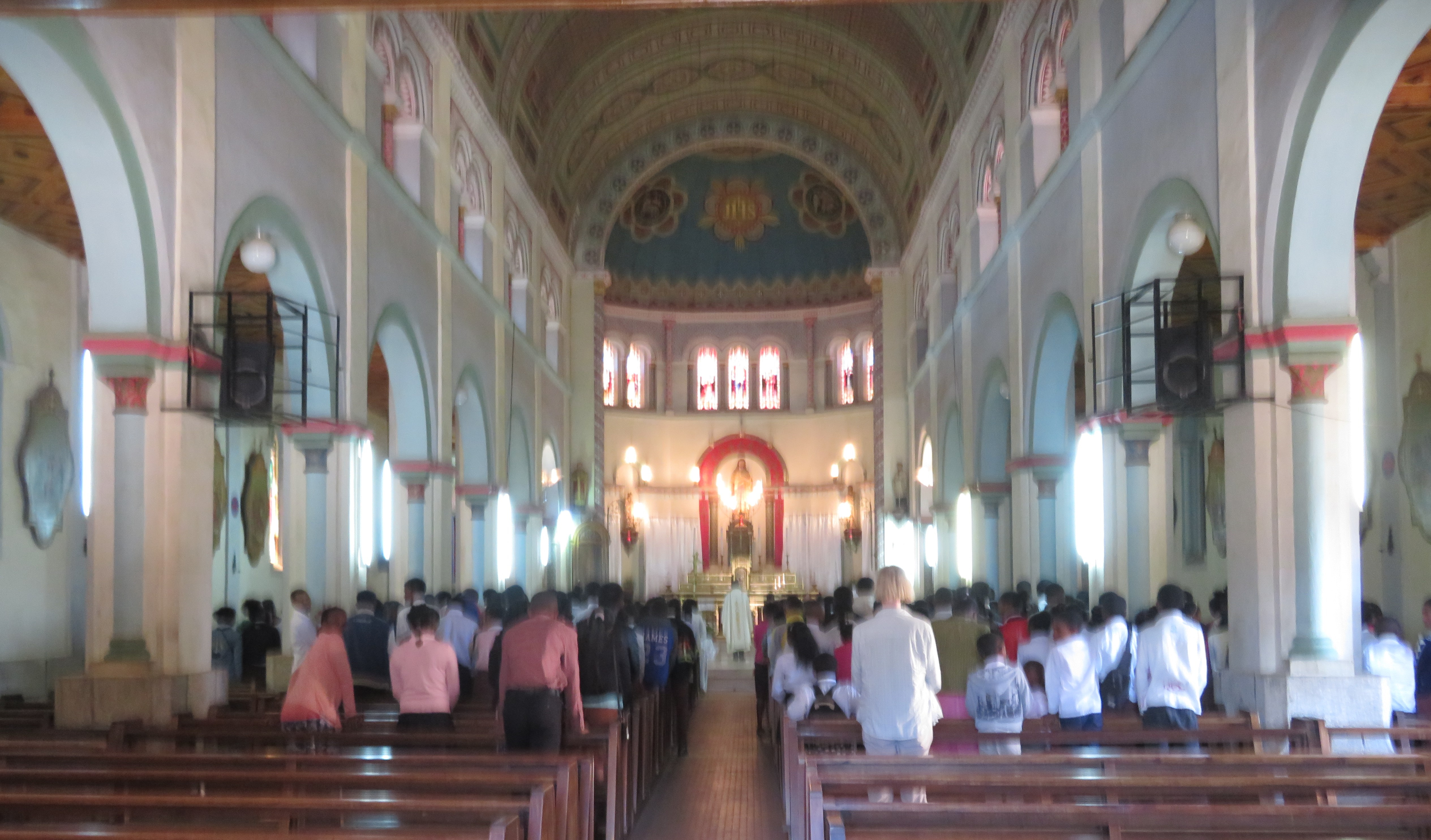
El interior de la catedral